# Фокворт (Мисисипи)
Фокворт (енгл. Foxworth) насељено је место без административног статуса у америчкој савезној држави Мисисипи.

## Демографија
По попису из 2010. године број становника је 603.
| Група             | 2000.    | 2010.       |
| Белци             | 0 (0,0%) | 393 (65,2%) |
| Афроамериканци    | 0 (0,0%) | 194 (32,2%) |
| Азијати           | 0 (0,0%) | 1 (0,2%)    |
| Хиспаноамериканци | 0 (0,0%) | 4 (0,7%)    |
| Укупно            | 0        | 603         |